# George Buckley
George John Buckley (Barnstaple, 20 mei 1875 - Shanklin, 14 februari 1955) was een Brits Cricketspeler. 
Buckley won met het Britse ploeg de gouden medaille.

## Erelijst
- 1900 –  Olympische Spelen in Parijs team